# Quang Minh (diễn viên)
Võ Quang Minh (sinh 20 tháng 11 năm 1959), thường được biết đến với nghệ danh Quang Minh, là một nam diễn viên người Mỹ gốc Việt.

## Tiểu sử và sự nghiệp
Quang Minh có tên thật là Võ Quang Minh, sinh ngày 20/11/1959 tại thành phố Gò Công, tỉnh Tiền Giang.

### Khởi đầu
Năm 1981, do kinh tế còn khó khăn và sinh viên được cung cấp nhu yếu phẩm nếu đậu vào trường. Quang Minh đăng ký thi vào Trường Nghệ thuật Sân khấu 2 và là một trong 20 người được chọn vào khóa 6 (1981-1984) của trường, cùng khóa với ông còn có các nghệ sĩ thành danh như Hồng Đào, Hữu Châu, Hữu Nghĩa. 
Sau khi tốt nghiệp, ông trở thành kép của Đoàn Kịch nói Kim Cương, rồi sau đó là đoàn Bông Hồng - thời điểm này, một trong những vai diễn gây ấn tượng nhất của ông là Pê-tren-cô trong vở Cô gái ngồi trên gốc cây gãy. Một thời gian sau ông xuất hiện trong chương trình Trong Nhà Ngoài Phố - loạt tiểu phẩm hài ăn khách của Đài Truyền hình Thành phố Hồ Chí Minh ở cuối thập niên 80 với những vai diễn nhỏ.  
Năm 1990, khi tên tuổi của ông bắt đầu được biết đến ở trong nước thì ông được bảo lãnh sang Hoa Kỳ. 

### Tại hải ngoại
Khi mới đặt chân lên Hoa Kỳ, Quang Minh chỉ tham gia một vài tiết mục trong dịp Tết năm 1991, rồi sau đó do không có nhiều cơ hội nên ông phải làm một vài công việc chân tay để mưu sinh như cắt chỉ, phụ hồ... có những ngày ông phải làm việc từ 7 giờ sáng đến 11 giờ đêm, thi thoảng ông được mời quay video trong các băng đĩa karaoke cho Trung tâm Hải Âu theo lời mời của ca sĩ Mỹ Huyền. 
Một thời gian ngắn sau, ông làm diễn viên lồng tiếng phim Hồng Kông cho studio của kịch sĩ Túy Hồng.
Sự nghiệp diễn hài của ông bắt đầu khi ông tham gia vở hài kịch thiếu người của Hồng Đào, Quang Minh bèn nhận vai. Vở hài kịch được giới chuyên môn và khán giả tán thưởng nhiệt liệt. Nhạc sĩ Lê Uyên Phương đã khuyên ông bắt đầu sự nghiệp hài kịch.
Sự nghiệp diễn hài kịch chuyên nghiệp của cả hai bắt đầu phát triển khi lần đầu tiên cả hai được Trung tâm Thúy Nga mời diễn cho chương trình Paris By Night 46 năm 1998 với vở hài kịch Thiên Duyên Tiền Định. Ông và vợ được nhiều trung tâm băng nhạc hải ngoại mời diễn, quay video, nhiều nhất là trung tâm Thúy Nga, Trung tâm Asia, Trung tâm Vân Sơn. Về sau, ông cùng Hồng Đào quay về Việt Nam đóng phim và tham gia các chương trình giải trí.
Năm 2013, cả 2 nằm trong diện nghệ sĩ hải ngoại bị xem xét cấm về Việt Nam biểu diễn do có tham gia trong chương trình Asia 71: 32 Năm Kỷ Niệm tuy vai diễn của cả hai không có gì liên quan đến chính trị.
Đầu năm 2024, ông cộng tác với Sân khấu Kịch Trương Hùng Minh.

## Đời tư
Quang Minh được cho là đã kết hôn hai lần. Lần đầu không rõ đã kết hôn từ lúc nào, lần thứ hai là với nghệ sĩ Hồng Đào. Quang Minh và Hồng Đào đã có quen biết nhau khi còn là sinh viên trường trường Nghệ thuật Sân khấu 2, cả hai đã gặp lại nhau tại Hoa Kỳ ngay trạm xăng khi Hồng Đào đi thăm người thân. Cả hai kết hôn vào năm 1995 và có 2 người con gái. Đến ngày 19 tháng 6 năm 2019 cả hai đã tuyên bố ly hôn. Sau khi ly hôn ông sống tại Việt Nam còn Hồng Đào cùng hai con gái sống tại Hoa Kỳ, Cả hai vẫn giữ liên lạc với nhau.
Năm 2024, Quang Minh có con trai tên Dustin với bạn gái Tăng Khánh Chi, kém ông 37 tuổi.

## Phim đã tham gia

### Phim điện ảnh
| Năm  | Tên phim                     | Vai diễn    |
| ---- | ---------------------------- | ----------- |
| 2001 | Vật Đổi Sao Dời              | Michael Nam |
| 2016 | Cho Em Gần Anh Thêm Chút Nữa | ông Nghĩa   |
| 2016 | Ba Vợ Cưới Vợ Ba             | Ba Cối      |
| 2017 | Em Chưa 18                   | ba Linh Đan |
| 2017 | Sám Hối                      | Quang Minh  |
| 2019 | Tìm Chồng Cho Mẹ             | ba bé Heo   |
| 2019 | Ngôi Nhà Bươm Bướm           | Ông Cường   |
| 2022 | Qua Bển Làm Chi              | ông Út      |
| 2024 | Cái Giá Của Hạnh Phúc        | Má Mì       |
| 2024 | Làm Giàu Với Ma              | ông Nghị    |

### Phim truyền hình/Webdrama
| Năm  | Tên phim            | Vai diễn       |
| ---- | ------------------- | -------------- |
| 2010 | Gia đình số đỏ      | ông Ba Phát    |
| 2017 | Gia đình vui nhộn   | Tư Mỏ Lết      |
| 2023 | Thạch Sanh Lý Thanh | Giang Can Cook |

## Kịch

### Hài kịch

#### Trung tâm Vân Sơn
| STT | Tiết mục               | Thể hiện với                                                                 | Chương trình | Năm  |
| --- | ---------------------- | ---------------------------------------------------------------------------- | ------------ | ---- |
| 1   | Lỡ Thời                | Hồng Đào, Hoài Linh, Huyền Nhiệm, Thanh Trúc, Yến Mai                        | Vân Sơn 6    | 1997 |
| 2   | Con Riêng              | Hoài Linh, Giáng Ngọc, Hồng Đào                                              | Vân Sơn 7    | 1998 |
| 3   | Chuyện Vợ Chuyện Chồng | Hồng Đào                                                                     | Vân Sơn 8    | 1998 |
| 4   | Lô Độc Đắc             | Hồng Đào                                                                     | Vân Sơn 9    | 1998 |
| 5   | Con Gái Bây Giờ        | Hồng Đào                                                                     | Vân Sơn 10   | 1998 |
| 6   | Nhịp Cầu Tri Âm        | Hồng Đào, Vân Sơn, Giáng Ngọc                                                | Vân Sơn 11   | 1999 |
| 7   | Tống Hổ Nghinh Mẹo     | Hồng Đào                                                                     | Vân Sơn 11   | 1999 |
| 8   | Táo Quân 2             | Vân Sơn, Hoài Linh, Bé Mập, Nghĩa Sứa, Hồng Đào                              | Vân Sơn 11   | 1999 |
| 9   | Một Góc Cuộc Đời       | Hồng Đào                                                                     | Vân Sơn 12   | 1999 |
| 10  | Lột Mặt Nạ             | Vân Sơn, Bảo Liêm, Giáng Ngọc, Uyên Chi                                      | Vân Sơn 12   | 1999 |
| 11  | Ngày Gặp Mặt           | Vân Sơn                                                                      | Vân Sơn 13   | 1999 |
| 12  | Lột Xác                | Vân Sơn, Giáng Ngọc, Thúy Ái, Minh Trí                                       | Vân Sơn 14   | 1999 |
| 13  | Đêm Sinh Nhật          | Văn Sơn, Quang Kiệt, Thanh Trúc                                              | Vân Sơn 14   | 1999 |
| 14  | Chén Xôi Xui Xẻo       | Vân Sơn, Giáng Ngọc, Văn Chung, Linh Tuấn, Bảo Hiền                          | Vân Sơn 14   | 1999 |
| 15  | Giấc Mơ Nghệ sĩ        | Bé Mập, Ngọc Lâm                                                             | Vân Sơn 15   | 2000 |
| 16  | Ông Sui Bà Sui         | Quang Kiệt, Mỹ Trinh, Khả Tú, Quốc Tuấn                                      | Vân Sơn 16   | 2000 |
| 17  | Ngày Valentine         | Việt Thi, Bảo Hiền                                                           | Vân Sơn 16   | 2000 |
| 18  | Câu Chuyện Cổ Tích     | Hồng Đào                                                                     | Vân Sơn 17   | 2000 |
| 19  | Đàn Ông Hấp Rượu       | Hồng Đào                                                                     | Vân Sơn 18   | 2000 |
| 20  | Hoa Mộc Lan            | Vân Sơn, Bảo Liêm, Văn Chung, Mỹ Trinh, Giáng Ngọc, Ngọc Diễm                | Vân Sơn 18   | 2000 |
| 21  | Adam & Eva             | Hồng Đào                                                                     | Vân Sơn 19   | 2001 |
| 22  | Thằng Bờm              | Vân Sơn, Bảo Liêm, Văn Chung, Bích Tuyền, Nghĩa Sứa                          | Vân Sơn 19   | 2001 |
| 23  | Tết Này Anh Trở Về     | Hồng Đào                                                                     | Vân Sơn 20   | 2001 |
| 24  | Mượn Vợ                | Vân Sơn, Bảo Liêm                                                            | Vân Sơn 20   | 2001 |
| 25  | Rock Nụ cười           | Vân Sơn, Bảo Liêm, Việt Thảo                                                 | Vân Sơn 21   | 2002 |
| 26  | Ba Chớp Ba Nháng       | Vân Sơn - Bảo Liêm - Chí Tài - Hồng Đào - Minh Trí- Việt Thy                 | Vân Sơn 21   | 2002 |
| 27  | Vật đổi sao dời        | Vân Sơn, Bảo Liêm, Thanh Trúc, Bảo Liêm, Bé Mập, Văn Chung, Anh Thư, Mạc Can | Vân Sơn 22   | 2002 |
| 28  | Tứ Hành Xung           | Vân Sơn, Bảo Liêm, Hồng Đào                                                  | Vân Sơn 22   | 2002 |
| 29  | Căn Bệnh Thế Kỷ        | Vân Sơn, Bảo Liêm, Hồng Đào                                                  | Vân Sơn 23   | 2002 |
| 30  | Hoạn Thư International | Hồng Đào                                                                     | Vân Sơn 23   | 2002 |
| 31  | Bác sĩ Thẩm mỹ         | Hồng Đào                                                                     | Vân Sơn 24   | 2003 |
| 32  | Hoàng Tử Của Lòng Em   | Hồng Đào                                                                     | Vân Sơn 25   | 2003 |
| 33  | Sao Tôi Thấy           | -                                                                            | Vân Sơn 26   | 2004 |
| 34  | Nữ hoàng Chuối Chiên   | Sony, Hoài Tâm, Hồng Đào                                                     | Vân Sơn 27   | 2004 |
| 35  | Ách Giữa Đàng          | Vân Sơn, Bảo Liêm, Việt Thi, Hồng Đào                                        | Vân Sơn 27   | 2004 |
| 36  | Chuyện Thiên Hạ        | Hồng Đào                                                                     | Vân Sơn 28   | 2004 |
| 37  | Robo Vợ                | Hồng Đào                                                                     | Vân Sơn 29   | 2005 |
| 38  | Người Bạn Tốt          | Vân Sơn, Bảo Liêm, Diễm Liên, Hồng Đào                                       | Vân Sơn 29   | 2005 |
| 39  | Phước Lộc Thọ 2        | Vân Sơn, Bảo Liêm                                                            | Vân Sơn 30   | 2005 |
| 40  | Xin Không Trở Lại      | Hồng Đào                                                                     | Vân Sơn 30   | 2005 |
| 41  | Đời Sẽ Có Nhau         | Hồng Đào                                                                     | Vân Sơn 31   | 2005 |
| 42  | Hai Lá Thư             | Vân Sơn, Bảo Liêm, Hồng Đào                                                  | Vân Sơn 31   | 2005 |
| 43  | Hai Bà Mẹ              | Jonathan Phan, Linda, Hồng Đào                                               | Vân Sơn 32   | 2005 |
| 44  | Người Chồng Bất Đắc Dĩ | Vân Sơn, Bảo Liêm, Trường Vũ                                                 | Vân Sơn 32   | 2005 |
| 45  | Trước Giờ Đầu Thai     | Hồng Đào                                                                     | Vân Sơn 33   | 2006 |
| 46  | Hàng Độc               | Tracy, Hồng Đào                                                              | Vân Sơn 34   | 2006 |
| 47  | Mộng Bất Bình Thường   | Lê Huỳnh, Vicky, Tí Tẹo, Hồng Đào                                            | Vân Sơn 35   | 2006 |
| 48  | Đám Cưới Đầu Hè        | Hoàng Nghĩa, Vân Sơn, Hồng Đào                                               | Vân Sơn 36   | 2007 |
| 49  | Hội Ngộ                | Minh Nhí, Hồng Đào                                                           | Vân Sơn 38   | 2007 |
| 50  | Welcome To America     | Vân Sơn, Hồng Đào                                                            | Vân Sơn 39   | 2008 |
| 51  | Một Ngày Hạnh Phúc     | Hồng Đào                                                                     | Vân Sơn 40   | 2008 |
| 52  | Quê Hương Tôi Gặp Lại  | Hữu Nghĩa, Hồng Đào                                                          | Vân Sơn 41   | 2008 |
| 53  | Chuyện Tình Mùa Đông   | Hồng Đào                                                                     | Vân Sơn 42   | 2009 |
| 54  | Ngày trở về            | Vân Sơn, Don Nguyễn, Hồng Đào                                                | Vân Sơn 44   | 2010 |
| 55  | Ai Là Triệu Phú        | Hồng Đào                                                                     | Vân Sơn 45   | 2010 |
| 56  | Chè Xanh Internet      | Hồng Đào                                                                     | Vân Sơn 46   | 2011 |
| 57  | Một Chuyến Đi Về       | Lê Nguyên, Hồng Đào                                                          | Vân Sơn 47   | 2011 |
| 58  | Người Của Công Chúng   | Hồng Đào                                                                     | Vân Sơn 48   | 2012 |
| 59  | Garage Sale            | Bảo Chung, Hồng Đào                                                          | Vân Sơn 49   | 2013 |
| 60  | Đêm trắng              | Vân Sơn, Bảo Chung, Hồng Đào                                                 | Vân Sơn 49   | 2013 |

#### Trung tâm Tình
| STT | Tiết mục                      | Thể hiện với                  | Chương trình                      | Năm  |
| --- | ----------------------------- | ----------------------------- | --------------------------------- | ---- |
| 1   | Mon Qua Bat Ngờ (Hai De)      | Hồng Đào                      | Quê Hương Tình Yêu Và Tuổi Trẻ 7  | 2000 |
| 2   | Ngày Sinh Nhật (Vicky Võ)     | Hồng Đào                      | Quê Hương Tình Yêu Và Tuổi Trẻ 8  | 2001 |
| 3   | Đào Kép Mới (Vicky Võ)        | Hồng Đào, Trung Tín, Mỹ Trinh | Quê Hương Tình Yêu Và Tuổi Trẻ 9  | 2001 |
| 4   | Cái Hàng Rào (Vicky Vo)       | Hồng Đào                      | Quê Hương Tình Yêu Và Tuổi Trẻ 10 | 2002 |
| 5   | Không Ai Hơn Ai (Vicky Vô)    | Hồng Đào, Hữu Nghĩa           | Quê Hương Tình Yêu Và Tuổi Trẻ 13 | 2005 |
| 6   | Hạnh Phúc Trong Ta (Hồng Dao) | Hồng Đào                      | Quê Hương Tình Yêu Và Tuổi Trẻ 14 | 2006 |
| 7   | Tinh Ban (Tác giá: Vicky Vo)  | Hồng Đào, Chí Tài             | Quê Hương Tình Yêu Và Tuổi Trẻ 15 | 2007 |

#### Trung tâm Asia
| STT | Tiết mục                                                                                   | Thể hiện với                                                 | Chương trình       | Năm  |
| --- | ------------------------------------------------------------------------------------------ | ------------------------------------------------------------ | ------------------ | ---- |
| 1   | Ghen                                                                                       | Túy Hồng, Chí Tài                                            | Asia 35            | 2001 |
| 2   | Hội Ngộ Hoa Hậu                                                                            | 15 Thí Sinh Hoa Hậu Áo Dài Long Beach                        | Asia 41            | 2003 |
| 3   | Tôi Viết Hài kịch                                                                          | Mỹ Trinh, Cindy, Bé Tin, Hồng Đào                            | Asia 42            | 2004 |
| 4   | LK Trái Tim Ngục Tù (Đức Huy), Trái Tim Mùa Đông (Trúc Hồ), Trái Tim Lầm Lỡ (LV: Khúc Lan) | Diễm Liên, Thanh Trúc, Thanh Hà, Thiên Kim                   | Asia 43            | 2004 |
| 5   | Lắng Nghe Con Tim                                                                          | Hồng Đào                                                     | Asia 43            | 2004 |
| 6   | Bước Nhảy Tình Yêu                                                                         | Kiều Khanh, Hồng Đào                                         | Asia 44            | 2004 |
| 7   | Tình Mùa Đông                                                                              | Hồng Đào                                                     | Asia 45            | 2004 |
| 8   | Ba Thế Hệ                                                                                  | Jonathan Phan, Hồng Đào                                      | Asia 46            | 2005 |
| 9   | Hai Thế Hệ Ca Sĩ                                                                           | Mai Thế Hiệp, Jonathan Phan, Cecilia Nguyễn, Hồng Đào        | Asia 48            | 2005 |
| 10  | Tình Yêu                                                                                   | Tracy, Trung Tín, Hồng Đào                                   | Asia 49            | 2005 |
| 11  | Hài kịch                                                                                   | Tố Loan, Hồng Đào                                            | Asia 50            | 2006 |
| 12  | Đanh Đá Cá Cầy                                                                             | Hồng Đào                                                     | Asia 51            | 2006 |
| 13  | Nắng Hoàng Hôn                                                                             | Jonathan Phan, Hồng Đào                                      | Asia 52            | 2006 |
| 14  | Vào Xuân                                                                                   | Thi Phan, Neil Đặng, Hồng Đào                                | Asia 53            | 2006 |
| 15  | Giải Óc Cá                                                                                 | Hồng Đào                                                     | Asia 54            | 2007 |
| 16  | Kịch Và Đời, Đời Và Kịch                                                                   | Quỳnh Anh, Lê Huỳnh, Hồng Đào                                | Asia 55            | 2007 |
| 17  | Yêu Đời, Yêu Người                                                                         | Jonathan Phan, Jennifer, Hồng Đào                            | Asia 56            | 2007 |
| 18  | Thẻ Xanh                                                                                   | Jonathan Phan, Quỳnh Anh, Hồng Đào                           | Asia 57            | 2008 |
| 19  | Quê Hương                                                                                  | Vicky, Tí Tẹo, Hồng Đào                                      | Asia 58            | 2008 |
| 20  | Một Điều Để Nhớ                                                                            | Jonathan Phan, Tố Loan, Hồng Đào                             | Asia 59            | 2008 |
| 21  | 20, 40, 60                                                                                 | Jonathan Phan, Hồng Đào                                      | Asia 60            | 2008 |
| 22  | Món Quà Sinh Nhật                                                                          | Jonathan Phan, Jennifer, Hồng Đào                            | Asia 61            | 2009 |
| 23  | Hạnh Phúc Quanh Đây                                                                        | Hồng Đào                                                     | Asia 62            | 2009 |
| 24  | Ngày Tân Hôn                                                                               | Jonathan Phan, Linda, Hồng Đào                               | Asia 63            | 2009 |
| 25  | Mong Chờ                                                                                   | Hồng Đào                                                     | Asia 64            | 2009 |
| 26  | Ngày Giao Thừa                                                                             | Hồng Đào                                                     | Asia Đón Giao Thừa | 2010 |
| 27  | Chú Tư Cầu                                                                                 | Jonathan Phan, Diễm Liên, Lê Anh Quân, Y Phụng, Hồng Đào     | Asia 65            | 2010 |
| 28  | Đoạn Tuyệt                                                                                 | Nguyễn Hồng Nhung, Y Phương, Lê Anh Quân, Kim Loan, Hồng Đào | Asia 66            | 2010 |
| 29  | Tâm Xuân                                                                                   | Đoàn Phi, Hà Thanh Xuân, Hồng Đào                            | Asia 67            | 2011 |
| 30  | Xóm Nhỏ Tình Người                                                                         | Diễm Liên, Mỹ Huyền, Hồng Đào                                | Asia 68            | 2011 |
| 31  | Bến Đợi Đò Qua                                                                             | Mỹ Huyền, Tâm Đoan, Hà Thanh Xuân, Hồng Đào                  | Asia 70            | 2012 |
| 32  | 32 Năm Ngày Gặp Lại                                                                        | Đoàn Phi, Hồng Đào                                           | Asia 71            | 2012 |
| 33  | Giấc Mơ                                                                                    | Nguyễn Hồng Nhung, Jonathan Phan, Hồng Đào                   | Asia 76            | 2015 |

#### Trung tâm Thúy Nga
| STT | Tiết mục                          | Thể hiện với                                                                            | Chương trình       | Năm  |
| --- | --------------------------------- | --------------------------------------------------------------------------------------- | ------------------ | ---- |
| 1   | Thiên Duyên Tiền Định             | Trang Thanh Lan, Hồng Đào                                                               | Paris By Night 46  | 1998 |
| 2   | Niềm Vui Phụ Nữ                   | Trang Thanh Lan, Hồng Đào                                                               | Paris By Night 48  | 1999 |
| 3   | Ngã Rẽ Cuộc Đời                   | Trang Thanh Lan, Mỹ Huyền, Hồng Đào                                                     | Paris By Night 50  | 1999 |
| 4   | Gia Tài Người Hàng Xóm            | Trang Thanh Lan, Kiều Linh, Hồng Đào, Trúc Linh                                         | Paris By Night 52  | 1999 |
| 5   | Người Đàn Bà Cao Số               | Ái Vân, Trang Thanh Lan, Hồng Đào                                                       | Paris By Night 53  | 2000 |
| 6   | Lá Sầu Riêng Đông Lạnh            | Mỹ Huyền, Mỹ Trinh, Trang Thanh Lan, Hồng Đào                                           | Paris By Night 55  | 2000 |
| 7   | Xoay Chuyển Số Mệnh               | Trang Thanh Lan, Hồng Đào                                                               | Paris By Night 56  | 2000 |
| 8   | Võ Tòng Sát Tẩu                   | Trang Thanh Lan, Chí Tài, Kiều Linh, Hồng Đào                                           | Paris By Night 57  | 2000 |
| 9   | Đam Mê Sân khấu                   | Trang Thanh Lan, Chí Tài, Hồng Đào                                                      | Paris By Night 58  | 2001 |
| 10  | Chung Một Mái Nhà                 | Trang Thanh Lan, Chí Tài, Hồng Đào                                                      | Paris By Night 60  | 2001 |
| 11  | Tái Ngộ Tại Tuyệt Tình Cốc        | Trang Thanh Lan, Bé Mập, Loan Châu, Nguyễn Thành, Nguyễn Hải, Andy Vũ, Amy Vũ, Hồng Đào | Paris By Night 61  | 2001 |
| 12  | Tình Không Biên Giới              | Trang Thanh Lan, Chí Tài, Hồng Đào                                                      | Paris By Night 62  | 2001 |
| 13  | Lộng Giả Thành Chân               | Trang Thanh Lan, Trúc Lam, Calvin Hiệp, Hồng Đào                                        | Paris By Night 63  | 2002 |
| 14  | Những Tờ Di Chúc                  | Trang Thanh Lan, Trúc Lam, Calvin Hiệp, Hồng Đào                                        | Paris By Night 65  | 2002 |
| 15  | Lần Đầu Gặp Gỡ                    | Trang Thanh Lan, Chí Tài, Hồng Đào                                                      | Paris By Night 67  | 2002 |
| 16  | Tiếng Hát Điêu Thuyền             | Chí Tài, Kiều Linh, Calvin Hiệp, Hồng Đào                                               | Paris By Night 68  | 2003 |
| 17  | Con Đường Định Mệnh               | Kiều Linh, Calvin Hiệp, Hồng Đào                                                        | Paris By Night 69  | 2003 |
| 18  | Tình Họ Hàng                      | Kiều Linh, Loan Châu, Hồng Đào                                                          | Paris By Night 70  | 2003 |
| 19  | Đắc Kỷ & Trụ Vương                | Trang Thanh Lan, Chí Tài, Kiều Linh, Thời Danh, Quốc Anh, Hồng Đào                      | Paris By Night 71  | 2003 |
| 20  | Madame Moon Talk Show (Hồng Đào)  | Hồng Đào                                                                                | Paris By Night 82  | 2006 |
| 21  | Duyên Lạ Đêm Xuân                 | Hồng Đào                                                                                | Paris By Night 113 | 2015 |
| 22  | Tình Rồng Duyên Tiên (Hồng Đào)   | Bằng Kiều, Diễm Sương, Hồng Đào                                                         | Paris By Night 114 | 2015 |
| 23  | High Tech Hay Low Tech (Hồng Đào) | Mai Tiến Dũng, Daniel Phú, Hồng Đào                                                     | Paris By Night 116 | 2015 |

### Bi hài kịch
| Vở              | Thể hiện với | Vai        | Năm  |
| --------------- | --- | ---------- | ---- |
| Những Mảnh Tình | Hồng Đào, Việt Thảo, Nguyễn Hồng Nhung, Nguyên Khang, Diễm Liên, Ngọc Đan Thanh, Hà Thanh Xuân, Anh Dũng, Trang Thanh Lan, Calvin Hiệp, Quốc Tuấn, Mỹ Loan, Bé Iann Nguyễn, Bác sĩ: Michael Đào, Trường Vũ, Lưu Việt Hùng | Bác sĩ Mai | 2013 |
| 100 Ngày Yêu    | Hồng Đào, Bảo Quốc, Ngọc Đan Thanh, Nguyễn Hồng Nhung, Diễm Liên, Hoàng Châu, Trang Thanh Lan, Nguyên Khang | Hạnh       | 2016 |

## Chương trình truyền hình
| Năm  | Tên chương trình             | Vai trò          |
| ---- | ---------------------------- | ---------------- |
| 2016 | Hoán đổi                     | Giám khảo        |
| 2016 | Bí mật đêm Chủ nhật          | Người chơi chính |
| 2016 | Người Hóa Thân Số 1          | Giám khảo        |
| 2021 | Chuyện ngại nói với Xuân Lan | Khách mời        |